# Ryan-International-Airlines-Flug 590
Auf dem Ryan-International-Airlines-Flug 590 (Flugnummer IATA: RD590, ICAO: RYN590, Funkrufzeichen: RYAN 590) verunfallte am 17. Februar 1991 eine Frachtmaschine des Typs Douglas DC-9-15 der Ryan International Airlines, die sich auf einem Postfrachtflug von Buffalo nach Indianapolis mit einem Zwischenstopp in Cleveland befand, kurz nach dem Start zum zweiten Flugabschnitt vom Cleveland Hopkins International Airport. Bei dem Unfall, der im Wesentlichen durch vereiste Tragflächen mitverursacht wurde, starben die beiden an Bord befindlichen Besatzungsmitglieder.

## Maschine
Bei der Maschine handelte es sich um eine Douglas DC-9-15(F), die 1968 als Baureihe Douglas DC-9-15RC im Werk von McDonnell Douglas in Long Beach, Kalifornien endmontiert wurde. Der Rollout der Maschine erfolgte am 21. Juni 1968. Das Flugzeug trug die Werknummer 47240, es handelte sich um die 346. Douglas DC-9 aus laufender Produktion. Am 20. Juli 1968 wurde die DC-9 an Continental Airlines ausgeliefert. Sie wurde mit dem Luftfahrzeugkennzeichen N8919 zugelassen. Am 15. Oktober 1973 kaufte Hughes Airwest die Maschine und ließ sie mit dem Kennzeichen N9351 wieder zu. Ab dem 1. Oktober 1980 gehörte die Maschine zur Flotte von Republic Airlines. Am 7. Juni 1984 übernahm Purolator Courier die Maschine. Die Maschine wurde in diesem Zuge zum Frachtflugzeug umgebaut und im Oktober 1984 mit dem Kennzeichen N565PC wiederzugelassen. Ab dem 21. September 1987 war Emery Worldwide die Eigentümerin, ab 1989 wurde die Maschine durch Ryan International Airlines betrieben. Das zweistrahlige Schmalrumpfflugzeug war mit zwei Triebwerken des Typs Pratt & Whitney JT8D-7B ausgestattet.

## Insassen

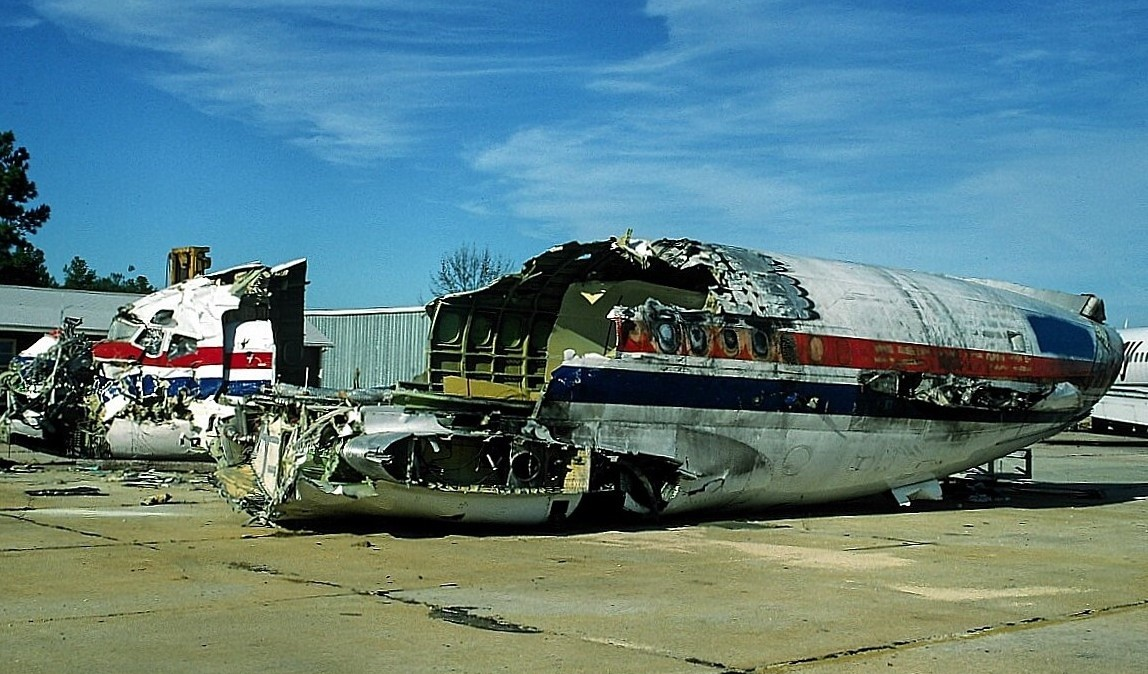
Das Wrack der Maschine

An Bord der Maschine befand sich lediglich eine zweiköpfige Besatzung, bestehend aus einem Flugkapitän und einem Ersten Offizier:
- Der 44-jährige Flugkapitän David Reay (* 1946) war im Besitz von Musterberechtigungen für die Flugzeugtypen Douglas DC-8, Douglas DC-9, Cessna Citation I, Boeing 727, Boeing 737 und  Boeing 747. Er verfügte über 10.505 Stunden Flugerfahrung, wovon er 505 Stunden im Cockpit der Douglas DC-9-10er-Reihe absolviert hatte. Darüber hinaus hatte er während seiner Zeit bei der US Air Force drei Jahre lang Maschinen der Douglas DC-9-30er-Reihe geflogen. Am 4. November 1989 war Reay in einen Zwischenfall auf dem Greater Cincinnati Airport verwickelt, bei dem er eine DC-9 ohne Freigabe auf eine in Betrieb befindliche Startbahn steuerte und unter Verwendung der Schubumkehr zurücksetzte, um eine Kollision mit einer Maschine zu vermeiden, die bereits den Startlauf begonnen hatte.
- Der 28-jährige Erste Offizier Richard Duney Jr. (* 1962) war unter anderem im Besitz einer Musterberechtigung für die Shorts 330. Er verfügte über 3.820 Stunden Flugerfahrung, von denen 510 Stunden auf die Douglas DC-9 entfielen, davon hatte er jedoch nur 30 Stunden im Cockpit der DC-9-10er-Reihe von Ryan International Airlines abgeleistet, zumal er dieser Fluggesellschaft erst seit dem 28. Januar 1991 angehörte.

## Unfallhergang
Die Maschine machte um 23:44 Uhr eine Zwischenlandung in Cleveland und wurde daraufhin beladen.
Gleich nach dem Abheben kam es zu einem Strömungsabriss, die Maschine rollte nach links, stürzte um 0:18 Uhr zu Boden und blieb auf der Rumpfoberseite liegen. Es kam nicht zu einem Brand, beide Piloten starben jedoch an multiplen Traumata, die durch den Aufprall verursacht wurden.

## Ursache
Das National Transportation Safety Board (NTSB) übernahm nach dem Unfall die Ermittlungen zur Unfallursache. Durch die Befragung von Zeugen erfuhren die Ermittler, dass die Piloten die Maschine während des Zwischenstopps in Cleveland nicht verlassen hatten. Die DC-9 wurde vor dem Start nicht enteist und die Piloten inspizierten sie vor dem Abflug auch nicht, um die Tragflächen auf Vereisung zu prüfen.
Das NTSB sah die Ursache für den Unfall im Versäumnis der Flugbesatzung, Eisansätze an den Tragflächen des Flugzeugs zu erkennen und zu entfernen, was größtenteils auf eine mangelnde Überwachung durch die Federal Aviation Administration, die Douglas Aircraft Company und Ryan International Airlines zurückzuführen war. Den beteiligten Akteuren waren die kritischen Auswirkungen von auch nur geringer Vereisung auf die aerodynamischen Eigenschaften der DC-9-10 bekannt. Die Eisansätze führten zu einem Strömungsabriss an den Tragflächen und einem daraus resultierenden Kontrollverlust nach dem Rotieren.